# Мануел Кінташ де Алмейда
Мануе́л Кі́нташ де Алме́йда (порт. Manuel Quintas de Almeida; *1957 — †26 грудня 2006) — лейтенант армії Сан-Томе і Принсіпі, який у серпні 1995 року здійснив військовий переворот у країні.

## Біографія
У 1970-их роках де Алмейда був членом молодіжної організації МЛСТП. 1978 року навчався військовому майстерству у школі командирів в Луанді, Ангола. Згодом став членом президентської гвардії Мануела Пінту да Кошти.
15 серпня 1995 року Мануел Кінташ здійснив військовий переворот проти демократично обраного президента Мігела Тровоада. Але шляхом домовленостей він передав владу назад президенту через тиждень, 21 серпня.
Помер 2006 року у ході перебування у Португалії, причини смерті не встановлені.